# Рельєф і геологічна будова Індійського океану

Мапа Індійського океану

Рельєф і геологічна будова Індійського океану. У межах Індійського океану вздовж берегів материків простягаються їх підводні континентальні околиці, в межах яких континентальна кора межує з океанічною.

## Серединно-океанічні хребти
У ложі Індійського океану виділяється система серединно-океанічних хребтів: Аравійсько-Індійський, Західно-Індійський, Африкансько-Антарктичний, Центральноіндійський, Австрало-Антарктичний. Ця система в районі Аденської затоки і Червоного моря з'єднується з внутрішньоконтинентальними системами рифтів. Загальна довжина серединно-океанічних хребтів Індійського океану становить близько 20 тис. км, ширина змінюється від 400 до 1000 км і більше, висота від 2,5 до 4 км. У осьовій частині хребтів осадовий чохол (відповідає першому шару кори) відсутній або поширений фрагментарно, і на поверхні оголюються базальти другого шару кори потужністю декілька км. Під ними залягають породи, які очевидно представляють нещільну мантію потужністю 8—11 км. Хребти посічені численними трансформними розломами, в стінках яких оголюється повний розріз океанічної кори. Нижня частина розрізу складена ультраосновними породами. Вище залягає габровий шар, всередині якого відмічені окремі піроксенітові зони, а також січні жили плагіогранітного складу і дайки габро-діабазів. Останні складають окремий шар, що залягає вище габрового. Верхня частина розрізу представлена базальтовими лавами, місцями нерівномірно перекритими осадовими утвореннями.

## Океанічні улоговини
Серединно-Індійський хребет розділяє ложе океану на три сегменти, в межах яких розташовані близько 20 глибоководних улоговин. Іноді виділяють дрібніші улоговини.
- У північно-східному секторі розташовані улоговини — Оманська, Аравійська, Центральна, Кокосова, Північно-Австралійська, Західно-Австралійська, Натураліста, Південно-Австралійська.
- У західному секторі — Сомалійська, Амірантська, Маскаренська, Мадагаскарська, Коморська, Мозамбіцька і Агульяс.
- У приантарктичному секторі — Крозе, Африкансько-Антарктична, Австрало-Антарктична.

В улоговинах потужність осадового чохла, що залягає на базальтовому фундаменті, змінюється загалом від 100 до 1000 м. На півночі потужність чохла досягає декількох км (Аравійська і Центральна улоговини). Тут величезні простори займають акумулятивні рівнини, формування яких пов'язане з надходженням на дно великої кількості осадового матеріалу, що виноситься ріками з Азійського континенту. Потужність базальтового чохла — 1—3 км. Нижче залягають породи третього шару потужністю 3-5 км. Середня потужність земної кори в улоговинах Індійського океану становить 6 км.

## Океанічні осади
Характеристика осадів дна Індійського океану. Вздовж континентів по периферії океанів розвинені теригенні осади. У пелагіалі океану на глибинах менше 4000 м майже повсюдно поширені карбонатні форамініферові і кокколітові мули. На більших глибинах у високопродуктивних екваторіальних і антарктичних зонах вони змінюються крем'янистими (діатомовими і радіолярієво-діатомовими) мулами, а в низькопродуктивних (аридних) — червоними глибоководними глинами.

## Історія формування
Формування дна Індійського океану почалося 130—150 млн років тому, після розколу єдиного континенту Гондвани внаслідок руху літосферних плит. Положення осей спредингу і, відповідно, напрям та швидкість руху літосферних плит неодноразово змінювалися протягом геологічної історії.